# إيديكا
إيديكا (بالفرنسية: Édika)‏ وإسمه الكامل إدوارد كارالي (بالفرنسية: Édouard Karali)‏ هو رسام كومكس وكاتب سيناريوهات فرنسي من أصل مصري، ولد في 17 ديسمبر 1940، بمنطقة مصر الجديدة في عاصمة مصر القاهرة. ألف العديد من الكتب الهزلية باللغة الفرنسية وترجمت إلى اللغة الإنجليزية، اللغة الإيطالية، اللغة الألمانية، اللغة السويدية، اللغة الإسبانية واللغة اليونانية.

## بيوغرافيا
عمل أولا في الإعلانات بمصر، قبل أن ينتقل إلى فرنسا حيث رسوماته الأولى نشرت بجريدة «بيلوت»، شهرية «شارلي»، و«بسيكوبات»، هذه الأخيرة هي مجلة أخيه بول، وهو رسام أيضا. عرف بإسهاماته العديدة في مجلة «فلويد غلاسيال».